# Jung Gil-ok
Jung Gil-ok (15 settembre 1980) è una schermitrice sudcoreana, specializzata nel fioretto.

## Biografia
Ha conquistato una medaglia di bronzo ai Giochi olimpici di Londra 2012 nel fioretto a squadre.

## Palmarès
In carriera ha conseguito i seguenti risultati:
- Giochi olimpici:

Londra 2012: bronzo nel fioretto a squadre.
- Mondiali di scherma

Lipsia 2005: oro nel fioretto a squadre.
Torino 2006: bronzo nel fioretto a squadre.
Catania 2011: bronzo nel fioretto a squadre.